# خیزش ۱۹۷۷ شیعیان در عراق
تظاهرات ۱۹۷۷ شیعیان در عراق یا قیام صفر، مجموعه ای از تظاهرات و شورش‌ها علیه حسن البکر در استان‌های کربلا و نجف بود که تظاهرات در ۴ فوریه ۱۹۷۷ آغاز شد و در ۹ فوریه همان سال به پایان رسید. تظاهرکنندگان به دلیل اینکه از پیاده‌روی اربعین جلوگیری کرده بودند، علیه دولت عراق به خیابان‌ها ریخته بودند. نیروهای امنیتی عراق بسیاری از معترضان را کشتند و دستگیر کردند و در دادگاه محاکمه کردند، دادگاه برای هشت تظاهرکننده اعدام و برای ۱۶ تظاهرکننده حبس ابد اعلام کرد.

## زمینه
در ۱۷ جولای سال ۱۹۶۸، حزب بعث از قدرت در عراق به دست گرفت، حزب بعث از ناسیونالیست عرب و سوسیالیستی عرب ایدئولوژی است که به ترویج توسعه و ایجاد یک کشور عربی متحد است. در سال ۱۹۷۷ بعثی‌ها اقدام به ممنوعیت زیارت کربلا و همچنین ممنوعیت راهپیمایی‌های مذهبی کردند. این اقدام سبب تبدیل شدن زیارت به قیام صفر در سال ۱۹۷۷ در شهرهای مقدس شیعه، شد.

## جدول زمانی
- ۴ فوریه: در شهر نجف، بسیاری از معترضان که از رفتن آنها به کربلا برای زیارت اربعین جلوگیری شده بود، به خیابان‌ها ریختند.[۸] معترضان شب را در خان المصلی (الروبه) ماندند.[۸]
- ۵ فوریه: معترضان به الحیدریه (خان النوس)، شهر کوچکی واقع در شمال نجف رسیدند. معترضان آن شب در آنجا ماندند.[۸]
- ۶ فوریه: در شهر الحیدریه، یک معترض کشته شد. نام او محمد المیالی بود. وی پس از درگیری‌های خشونت‌آمیز بین معترضان و نیروهای امنیتی عراق کشته شد.[۸][۹] معترضان بسیاری از دفاتر پلیس را در مسیر جاده بین نجف و کربلا به آتش کشیدند. معترضان به خان الربوع (خان النخیله) رسیدند و شب در آنجا ماندند.[۱۰]
- (۷ و ۸ و ۹ بهمن): دولت عراق نیروهای گارد جمهوری و برخی از واحدهای ارتش عراق را برای پایان دادن به تظاهرات و اعتراضات به کربلا و نجف فرستاد.[۱۰] آنها در توقف تظاهرات در استان‌های کربلا و نجف موفق بودند[۱۰][۱۱]

## اسامی تظاهرکنندگان اعدام شده از طریق دادگاه انقلاب
1. جاسم صادق الایروانی
2. یوسف ستار اسدی
3. محمد سعید البلاغی
4. ناجح محمد کریم
5. صاحب رحیم ابوکلل
6. عباس هادی عجینه
7. کامل ناجی مالو
8. غاضی جودی خویر
9. عبدالوهاب طالقانی
10. محمد میالی[۴]